# Machupitumarca
Machupitumarca (Pitumarca Viejo) es un sitio arqueológico ubicado en el Perú. Está ubicado en el distrito de Pitumarca, provincia de Canchis, departamento del Cusco, a una altitud de 3465 m s. n. m. El sitio se encuentra cerca del nevado Ausangate y se dirige por la localidad de Checacupe por una carretera afirmada. Fue construido entre los siglos XV y XVI por la cultura pre-inca Canchis y posteriormente ocupada por los incas. El estilo arquitectónico predominante es la Pirca y está constituido por tres sectores. 

## Galería de imágenes

Sectores
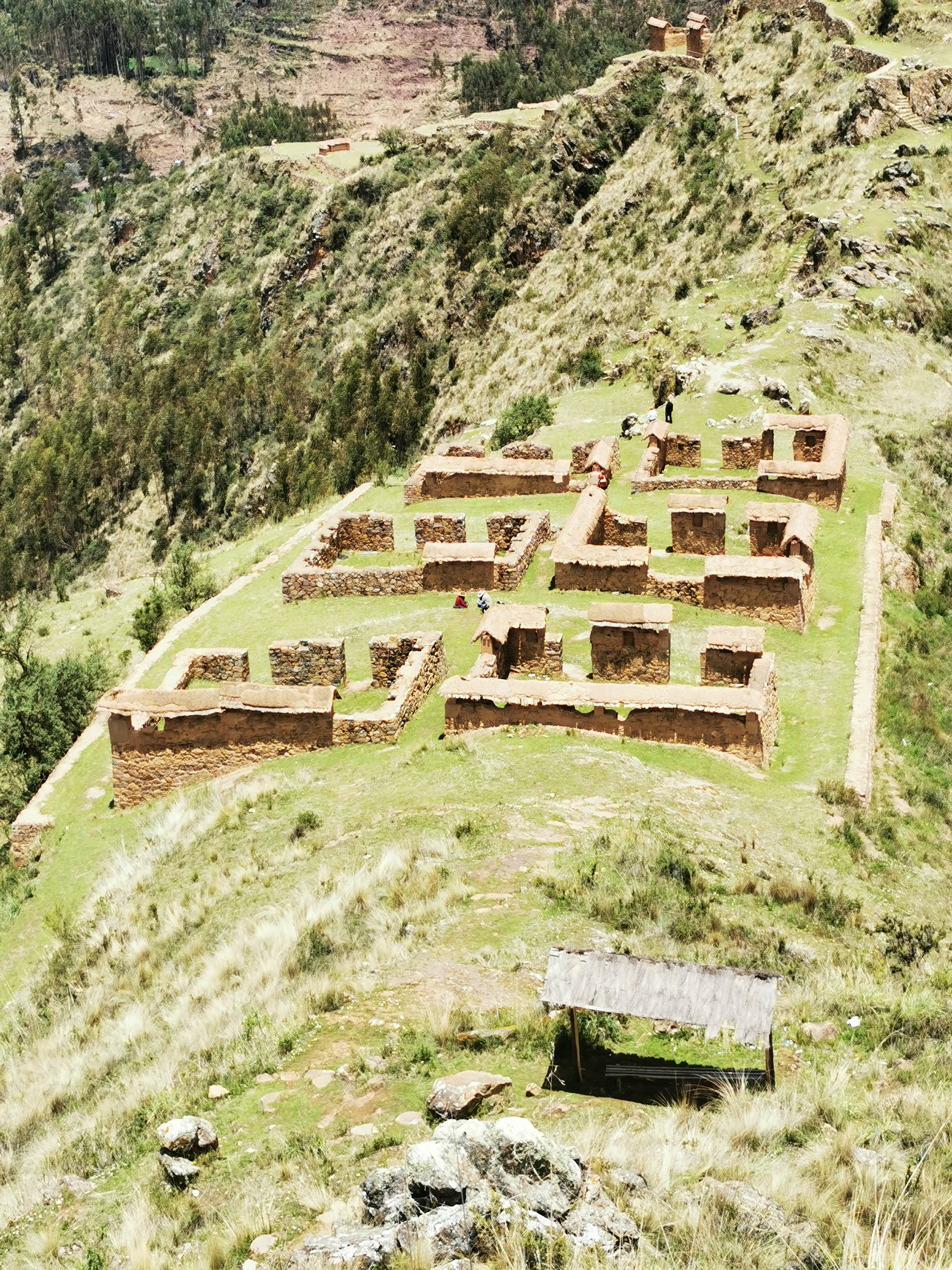
Sector 1
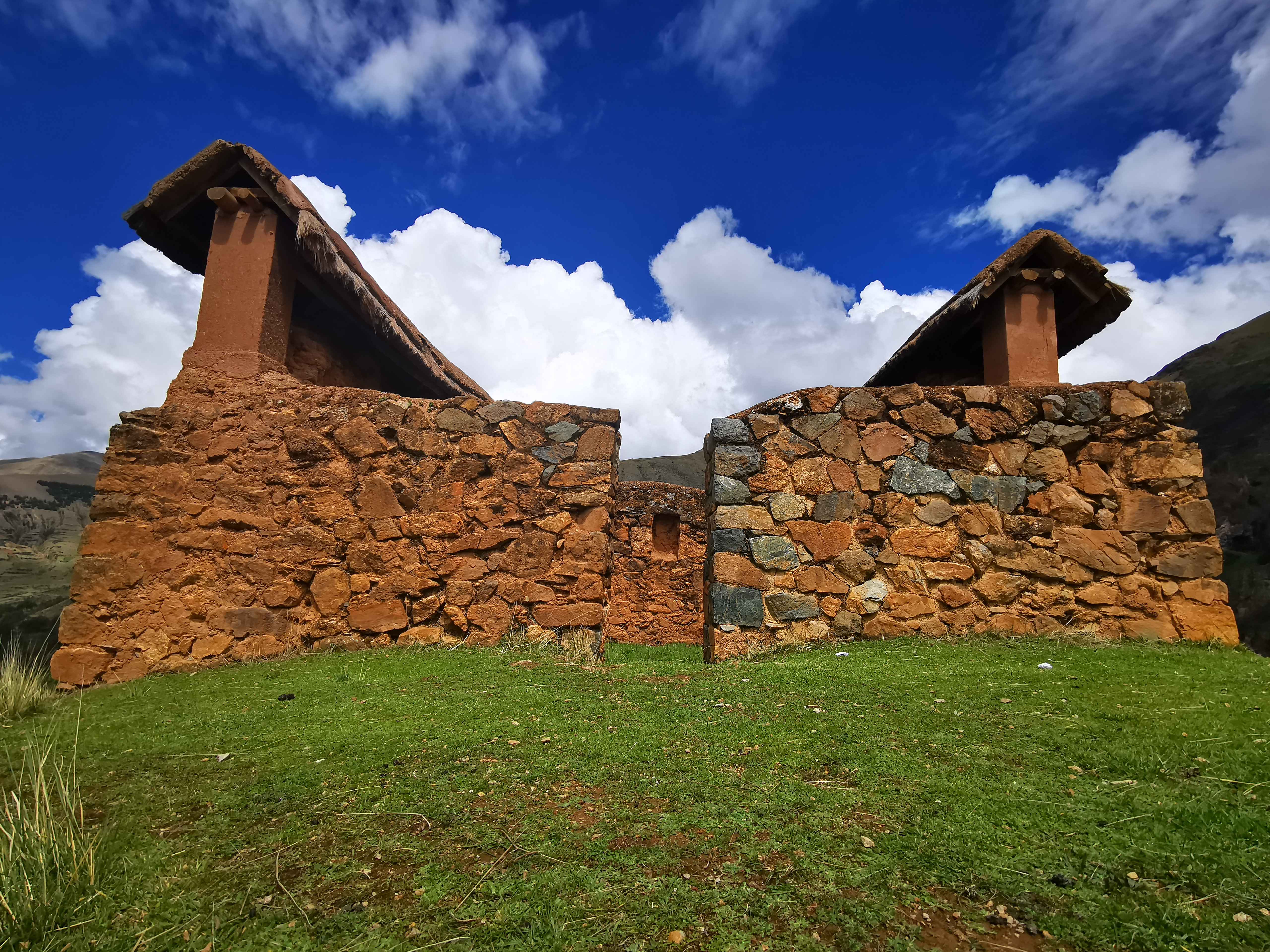
Sector 2
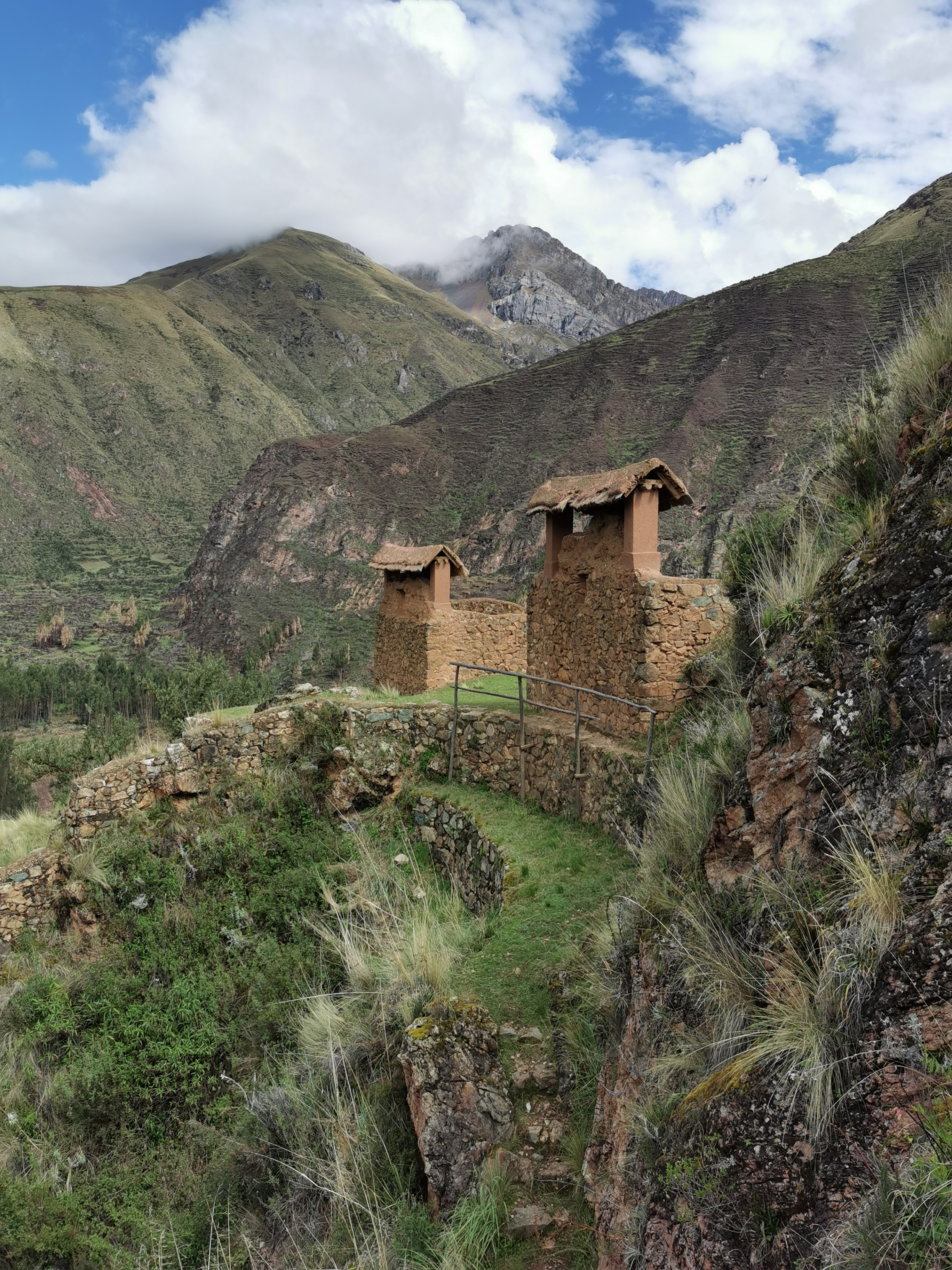
Sector inferior